# Brenda Martínez
Brenda Martínez (Estados Unidos, 8 de septiembre de 1987) es una atleta estadounidense, especialista en la prueba de 800 m, con la que llegó a ser subcampeona mundial en 2013.

## Carrera deportiva
En el Mundial de Moscú 2013 gana la medalla de plata en los 800 metros, tras la keniana Eunice Jepkoech Sum y por delante de su compatriota la estadounidense Alysia Montaño.